# 434 هنغاريا
434 هنغاريا هو كويكب صغير نسبيا من النوع إي (كويكب عالي البياض) يدور في حزام الكويكبات الداخلي. الكويكب يحمل اسم عائلة هنغاريا وإلية تنسب وهي كويكبات تدور حول الشمس في داخل فجوة كيركوود 1: 4، وتكمن خارج مركز حزام الكويكبات
اكتشف الكويكب من قبل ماكس فولف في 11 سبتمبر 1898 في جامعة هايدلبرغ. وسمي نسبة لهنغاريا ، التي استضافت اجتماع فلكي في عام 1898 في بودابست.
يعتقد علماء الفلك أنة قد تكون هناك صلة أو اصل مشترك بين الكويكب 434 هنغاريا والكويكب 3103 إيغر ومجموعة نيازك أوبريتس التي سقطت بالقرب من نيونس، فرنسا، في عام 1836.